# SETI institut
SETI institut je privatna, neprofitna organizacija posvećena naučnom istraživanju i edukaciji. Specifično, SETI institut se bavi potragom za inteligentnim životom u svemiru. SETI je skraćenica za Potraga za vanzemaljkom inteligencijom (Search for Extraterrestrial Intelligence)

"Naša misija je da istražimo, razumemo i objasnimo poreklo i prirodu života u univerzumu, i da primenimo dobijeno znanje da inspirišemo i vodimo sadašnje i buduće generacije. Imamo strast ka otkrivanju i, kao naučni ambasadori, deljenju znanja sa javnošću, medijima i vladom."

Institut se sastoji iz tri centra:
- Centar za SETI istraživanje
- Karl Sagan centar za izučavanje života u univerzumu i
- Centar za edukaciju i odnose sa javnošću.

### Istorija SETI-ja

#### Početak osmatranja radio signala
Moderna era SETI-ja počela je oko 1959. godine. Te godine, fizičari Đuzepi Kokoni i Filip Morison objavili su članak u časopisu Nature u kome su istakli potencijal korišćenja mikrotalasa za međuzvezdanu komunikaciju.

Mladi radio-astronom Frenk Drejk je nezavisno od njih došao do istih zaključaka, i na leto 1960. godine izveo je prvu potragu za signalima iz ostalih solarnih sistema, koristeći mikrotalase. Drejk je tokom dva meseca držao antenu od 25.9 metara uperenu u smeru dve obližnje zvezde slične Suncu. Njegov prijemnik bio je podešen na frekvenciju od 21cm, to jest 1420MHz, liniju neutralnog vodonika, koju su preferirali i Kokoni i Morison zbog astronomskog značaja. Iako nije detektovao nikakav signal, Drejkov Projekat Ozma probudio je interesovanje drugih astronoma, najviše Rusa.

1960. godine, Sovjetski Savez koristi SETI, i umesto traženja u blizini zvezda blizu Zemlje, Sovjeti su koristili antene koje su pretraživale velike delove neba (nisu se koncentrisale na samo jedan deo neba), nadajući se da postoje civilizacije sposobne da emituju ogromne količine odašiljačke snage.

#### Unapređivanje SETI-ja
Početkom 1970. godine, NASA-in Ames istraživački centar u Kaliforniji počeo je da razmatra tehnologiju potrebnu za efektivnu potragu za signalima iz svemira. Tim stranih eksperata, pod vođstvom Bernarda Olivera, izvršili su detaljno istraživanje za NASA-u poznatije kao Projekat Ciklops (Project Cyclops). Izveštaj Ciklops projekta dao je analizu problema SETI-jeve tehnologije i nauke na kojima se mora poraditi.

Dok je porastao uvid u SETI i od njega se očekivalo da uspe, Amerikanci su opet počeli da osmatraju. Tokom sedamdesetih, mnogi radio-astronomi su sprovodili potrage, koristeći antene i prijemnike, a neka od tih istraživanja nastavila su se do dana današnjeg. U tu grupu spadaju Projekat META planetarnog društva, Projekat SERENDIP univerziteta u Kaliforniji, i program posmatranja na drzavnom institutu u Ohaju.

Do kraja sedamdesetih, SETI-jevi programi su započeti u NASA-inom Ames istraživačkom centru i u Laboratoriji za mlazni pogon (JPL) u Pasadeni, Kalifornija. Tako je osmišljena dvostruka, dugoročna strategija za SETI. Ames bi ispitao 1000 zvezda nalik Suncu pomoću Usmerene pretrage (Targeted Search), sposobne da zabeleži i oseti čak i slabe i sporadične signale projekat. Laboratorija za mlazni pogon (JPL) bi sistematično pretraživala u svim smerovima pomoću Pregleda Neba (Sky Survey). 1988. godine, nakom čitave decenije istraživanja i preliminarnih planova, NASA-in štab je odobrio strategiju i finansirao program. Četiri godine kasnije, na 500-ti jubilej od Kolumobovog otkirća Amerike, počelo je osmatranje. Nakon godinu dana, Kongres je prekinuo finansiranje.

Pošto NASA više nije bila uključena, i naučnici i zainteresovane individue videli su šansu da odgovore na pitanje postavljeno od strane SETI-ja, i tako je počelo privatno finansiranje, koje traje do danas.

#### Skorašnje aktivnosti
Projekat Feniks se koncentisao na NASA-in SETI projekat, Usmerenu Pretragu (Targeted Search). Plan je bio da se veoma pažljivo pretraži predeo oko 1000 zvezda. Korišćene su najveće antene na svetu.
Ostali dugoročni SETI projekti su takođe u progresu. Među njima je i Projekat SERENDIP kojim upravlja Univerzitet Kalifornije, Berkli pomoću Arecibo teleksopa. Drugi veliki projekat u Australiji sprovodi SETI centar Australija na Univerzitetu zapadnog Sidneja. Australijanci su kupili SERENDIP tehnologiju da bi pokrenuli njihov sopstveni eksperiment sa 58 miliona kanala, pomoću Parkes radio teleskopa.
U međuvremenu SETI Institut je spojio snage sa Berklijem, i gradi niz 100-metarskih antena, Allen Telescope Array.

### Projekti

#### Projekat OZMA (1960)
1960. godine, radio-astronom Frenk Drejk, tada u Nacionalnoj radio-astronomskoj observatoriji (NRAO, skraćeno od National Radio Astronomy Observatory) u Zapadnoj Virdžiniji, izveo je prve pokušaje da detektuje međuzvezdane radio signale. Projekat Ozma nazvan je imaginarnoj zemlji Oz. Drejk je za prvu SETI pretragu izabrao zvezde Tau Ceti (sazvežđe Cetus) i Epsilon Eridani (sazvežđe Eridanus), koje su oko 11 svetlosnih godina udaljene od Zemlje i približno su stare kao Sunce.

Od aprila do jula 1960. godine, šest sati dnevno, 25.9 metarski NRAO radio teleskop bio je podešen na 21cm emisiju, to jest na frekvenciju od 1420MHz. Astronomi su pretraživali dobijene podatke nadajući se da će naći ponavljanja nekih nizova brojeva ili proste brojeve, što bi ukazalo na vanzemaljsku inteligenciju. Međutim, sem lažne uzbune zbog tajnog vojnog eksperimenta, nikakav poseban signal nije pronađen. Međutim, Projekat Ozma bio je prvi korak u potrazi za itneligentnim životom. Nakon ovog projekta, počela je sistematska pretraga i ostalih zvezda.

#### Projekat Feniks (1995-2004)
Projekat Feniks je nastao kao naslednik SETI-jevog projekta koji je otkazan 1993. godine, i finansiran je privatno u potpunosti. Feniks je počeo da radi februara 1995. godine koristeći Parkes radio teleskop od 64m (210ft) u Novom Južnom Velsu, Australija.

Zbog pogodnog položaja za osmatranje severnih zvezda, projekat Feniks vratio se i Nacionalnoj radio-astronomskoj observatoriji u Zapadnoj Virdžiniji, blizu koje se nalazio i teleskop od 42m (140ft). Tu je projekat Feniks operatirao od septembra 1996. godine do aprila 1998. 1998. godine Feniks se premešta u Arecibo.

Feniks je tražio signale frekvencije od 1200 do 3000MHz. Fokusirao se na minijaturne deliće neba, i osmatrao je oko 800 zvezda, koje su bile udaljene do 200 svetlosnih godina.

### Alenov red teleksopa
Alenov red teleskopa (The Allen Telescope Array), skraćeno ATA, je dizajniran za veoma efektivno simultano pretraživanje neba na centimetarskim talasnim dužinama.

Napredak u oblasti računara i tehnologije pokazali su da su LNSD (skraćeno za Veliki broj malih antena, Large Number of Small Dishes) nizovi mnogo efikasniji i jeftiniji nego pojedine velike antene koje je pre toga koristio SETI. Na kraju je isplaniran i takozvani Jednohektarski teleskop (One Hectare Telescope), to jest područje od jednog hektara bi bilo prekriveno mnoštvom teleskopa.

Ovaj projekat finansirao je 2001. godine Pol Alen (saosnivač Majkrosofta), rezultujući u izgradnji 42 antene. U oktobru 2007. godine niz antena je počeo da sporovodi testove i observacije.

### SETI@home
SETI@home (u prevodu SETI kod kuće) je projekat SETI Instituta koji daje mogućnost zainteresovanim volonterima da se procesorska snaga njihovih računara, kada nisu u upotrebi, koristi za izračunavanje i obradu podataka ovog instituta. Ovaj projekat započet je u maju 1999. godine. U skorašnje vreme radi preko softvera BOINC-a.